# Ditrichum tortuloides
Ditrichum tortuloides är en bladmossart som beskrevs av Abel Joel Grout 1927. Ditrichum tortuloides ingår i släktet grusmossor, och familjen Ditrichaceae. Inga underarter finns listade i Catalogue of Life.